# Moldova Nouă
Moldova Nouă – miasto w Rumunii, w okręgu Caraș-Severin, w Banacie. Liczy 12 350 mieszkańców (2011).